# From Yesterday
"From Yesterday" is de derde single van 30 Seconds to Mars' tweede studioalbum A Beautiful Lie.

## Tracklist
1. "From Yesterday" (Radio Edit) - 03:52
2. "The Story" (Live @ AOL Sessions Under Cover) - 03:59

## Hitlijsten
"From Yesterday" kwam terecht op de eerste plaats van Billboard Modern Rock Charts, en haalde wereldwijd grotere successen dan voorganger "The Kill" wat de doorbraaksingle was van de band. In Nederland was de videoclip net als "The Kill" groot op TMF en MTV maar haalde net de Top 40 niet.

## Videoclip
De videoclip van het nummer is compleet in China opgenomen. 1000 soldaten zijn gebruikt om de vlaggen omhoog te houden. De video begint met een jongen, de keizer, die gevraagd wordt wat hij voor zijn verjaardag zou willen. Hij geeft als antwoord "The Sound of Tomorrow (Het geluid van morgen). Vervolgens is er een scène waar de band in een kamer is en hun eigen ding doen. Een vrouw komt de kamer binnen en zegt dat het tijd is. Ze loopt naar een hal in en verdwijnt. De band loopt ook naar het einde van de hal maar kan de deur niet open doen. Licht begint te flitsen waarna het weer uitgaat.
Een andere scène volgt, waar de band een plein oploopt, met vele soldaten aan hun beide zijden. Leto merkt een vrouw op. Zij draagt een wit masker op haar gezicht, en loopt aan de andere kant van de soldaten.
Ze worden gebracht naar een hal waar de keizer is, en krijgen een paar scripts. Leto zegt tegen zijn broer "Dit is een gift"
Dan worden ze naar verschillende delen van het koninkrijk gebracht waar ze vele Chinese tradities zien. Wachter ziet een butler die zichzelf slaat met een touw, Milicevic vindt een dode vrouw op haar bed en doet een  druif in haar mond. Shannon ziet een volwassen man gevoed worden door een vrouw en Leto ziet een groep gemaskerde personen rondom drie vrouwen die geketend zijn.
Dan is te zien hoe de bandleden (hoogstwaarschijnlijk onder dwang) een identiek 'samurai' pak aantrekken en allemaal hetzelfde masker opzetten. Ze treffen elkaar samen met vier niet-bandleden en raken in gevecht. Als vier van de acht strijders op de grond liggen, worden de maskers af gedaan. Alle vier de bandleden leven nog.